# VALX
VALX株式会社（バルクス、英: VALX Inc.）は、東京都渋谷区にあるフィットネスブランド「VALX」を運営する企業である。旧社名は株式会社レバレッジ。

## 概要
トップアスリート・格闘家から一般人まで幅広いクライアントを指導し、サプリメントでは＜日本一詳しい＞との呼び声の高いパーソナルトレーナーと紹介されている山本義徳が、自身の思いである本物を追求し続ける理念を実現することを目的としている。

## 主な業務
- フィットネス系自社メディア運営
- インフルエンサーマーケティング
- 山本義徳後継者育成プログラム運営
- フィットネスモデル撮影
- カメラスタジオstudio JOSUI運営

## ブランド名の由来
「BULK(バルク)」と「VALUE(価値)」、そして「X(無限の可能性)」の 組み合わせた造語。

## 商品展開
主に筋力トレーニングのシーンに向けてサプリメントやアパレルの商品展開を行っている。
サプリメント
必須アミノ酸9種類を含むEAA9が発売後に好評を受け、その後プロテインやクレアチン、グルタミンなどを発売。
- EAA9
- EAA BEAUTY
- VALXクレアチンパウダー
- VALXグルタミンパウダー
- VALX ホエイプロテイン WPI パーフェクト プレーン味
- VALX ホエイプロテイン WPI パーフェクト ストロベリー風味
- VALX ホエイプロテイン WPI パーフェクト チョコレート風味

アパレル
- VALX BlenderBottle Classic 20oz(600ml)
- VALX BlenderBottle Pro45 (1.3L)
- VALXトレーニングマット
- VALXメッシュバッグ

## 活動
2019年12月にTOKYO BIG HOUSE株式会社と提携し、同社の福利厚生の一環としてVALX EAA9を提供する取り組みを実施。

## 沿革
- 2006年5月  WEB制作会社として株式会社レバレッジを設立する。
- 2009年3月  港区西麻布3丁目1番18号RD西麻布ビルへ移転する。
- 2013年5月  関連会社としてコンシェルジュ不動産を設立する。
- 2016年1月  フィットネス系メディア「ダイエットジムコンシェルジュ」を開始する。
- 2016年6月  一般社団法人パーソナルトレーナー協会を設立する。
- 2016年10月 パーソナルトレーナー総合サービス「トレーナーエージェンシー」を開始する。
- 2016年10月 渋谷区桜丘町29番25号渋谷パールホームへ移転する。
- 2017年4月  渋谷区南平台町13番1号サトウビルへ移転する。
- 2017年11月 「ダイエットジムコンシェルジュ」のリニューアルに伴い、「DIET CONCIERGE（ダイエットコンシェルジュ）」と改称
- 2018年6月  総合ジム紹介サービス「フィットネスコンシェルジュ」を開始する。
- 2018年10月 渋谷区南平台町16番29号グリーン南平台ビルへ移転する。
- 2018年10月 ヨガインストラクターマッチングサービス「ヨガコンシェルジュ」を開始する。
- 2019年1月  渋谷区で写真スタジオ『studio JOSUI』を開業する。
- 2019年5月  グリーン南平台ビル7階にオフィス増床
- 2019年9月  「VALX」を開業する。
- 2022年1月  VALX GYM武蔵小山店を開店する。
- 2022年3月  渋谷区南平台町16番11号 MFPR渋谷南平台ビルへ移転する。
- 2022年7月  aiwell株式会社と資本業務提携を開始する。
- 2023年1月  福岡天神オフィスを開設する。
- 2023年4月  VALX GYM調布店及び溝の口店を開店する。
- 2023年8月  VALX GYM立川店・錦糸町店・福岡天神店を開店する。
- 2025年4月  VALX株式会社に商号変更。

## 受賞履歴
- 2016年2月 - ウーマンエンパワー「ママが働きやすい会社大賞」[6]
- 2017年3月 - ウーマンエンパワー「アワード特別賞」[7]
- 2018年1月 - 一般社団法人働きやすさ推進協会理事就任
- 2019年10月 - パッションナビ「情熱メッセージ大賞」[8]
- 2022年5月 - Best Recruit Matching Award2022「Growth Up 部門賞」